# 特河
特河（俄语：Река Тый）或手井川（日语：／）是萨哈林州霍尔姆斯克区的河流，长12公里，流域面积32.8平方公里，注入鞑靼海峡，河下游建有泰諾耶水庫。

## 引用
1. ↑  М·Г·瓦西科夫斯基. . 列宁格勒: 气象出版社. 1973 （俄语）.
2. ↑  . 国家水登记处.   [2024-01-04]. （原始内容存档于2024-01-04） （俄语）.